# Pötzscha
Pötzscha ist ein Ortsteil der Stadt Stadt Wehlen im Landkreis Sächsische Schweiz-Osterzgebirge in Sachsen.

## Geographie
Pötzscha liegt im engen Durchbruchstal der Elbe durch die Sächsische Schweiz. Es befindet sich am gegenüberliegenden Ufer des zentralen Ortsteils Stadt Wehlen und als einziger Teil der Stadt auf der linken Seite des Flusses. Die Flur des Ortes erstreckt sich auf rund drei Kilometern Länge und durchschnittlich 250 Metern Breite längs der Elbe. Die Gemarkung grenzt dabei an die auf der anderen Flussseite gelegenen Ortsteile Stadt Wehlen und Zeichen, an den Pirnaer Stadtteil Obervogelgesang im Westen sowie an den Struppener Ortsteil Naundorf im Süden. Östlich benachbart sind die Fluren des ebenfalls zu Struppen gehörenden Ortsteils Weißig sowie des zum Kurort Rathen gehörenden Ortsteils Oberrathen.
Unmittelbar südlich des Ortes steigt das Gelände in einer bis zu 100 Meter hohen Stufe auf das Niveau der nahen Struppener Ebenheit an, wobei der teils bebaute, sonst aber bewaldete Steilhang noch zur Pötzschaer Flur zählt. In Pötzscha erreichen drei Trockentäler das Elbtal: Das westlichste aus Richtung Naundorf ist der Damengrund und trägt den historischen Flurnamen „forder Grund“, das mittlere hat seinen Ursprung zwischen Großem Bärenstein und Knöchel und hieß „hinter Grund“; die Namensgebung erfolgte in beiden Fällen aus einem Naundorfer bzw. elbabwärtigen Blickwinkel. Das östlichste und mit Abstand längste der drei Täler kommt aus Richtung Weißig und nimmt in seinem oberen Teil das den Kleinen Bärenstein entwässernde und bald versickernde Schafbornbächel auf. Das Tal trennt die Bärensteine vom Rauenstein sowie deren vorgelagerte Felsen bzw. Höhenzüge Knöchel und Gans; der nur periodisch, dann aber oftmals viel Wasser führende Bach, der in dem Tal verläuft, heißt Saugel. In Sichtweite elbaufwärts erhebt sich kaum drei Kilometer östlich des Ortes die Bastei.
Die Kreisstraße 8733 (Robert-Sterl-Straße) von Pötzscha nach Struppen ist die einzige Anbindung ans öffentliche Straßennetz. Benannt ist sie nach dem Maler Robert Sterl, der unmittelbar südlich der Pötzschaer Flurgrenze in seinem Naundorfer Haus wohnte, wo auch der Malerweg vorbeiführt. Mit der Lausitzer Schlange führt noch ein weiterer Fernwanderweg durch den Ort. Durch Pötzscha verläuft die Bahnstrecke Děčín–Dresden-Neustadt. Die Linie S 1 der S-Bahn Dresden macht Station am Haltepunkt Stadt Wehlen (Sachs), der sich an der Bahnhofstraße in Pötzscha befindet. Von der Bahnhofstraße zweigen die Fähr- und die Dampfschiffstraße hinunter zum Treidlerweg ab, an dem ein Parkplatz und der Anleger der vom RVSOE betriebenen Fähre nach Stadt Wehlen liegen. Der Elberadweg führt auf der Bergseite der Bahnstrecke entlang des Rathener und des Obervogelgesanger Wegs durch den Ort. Am westlichen Ende der Saarstraße in Pötzscha liegt das Erlebnisbad Stadt Wehlen.

## Geschichte

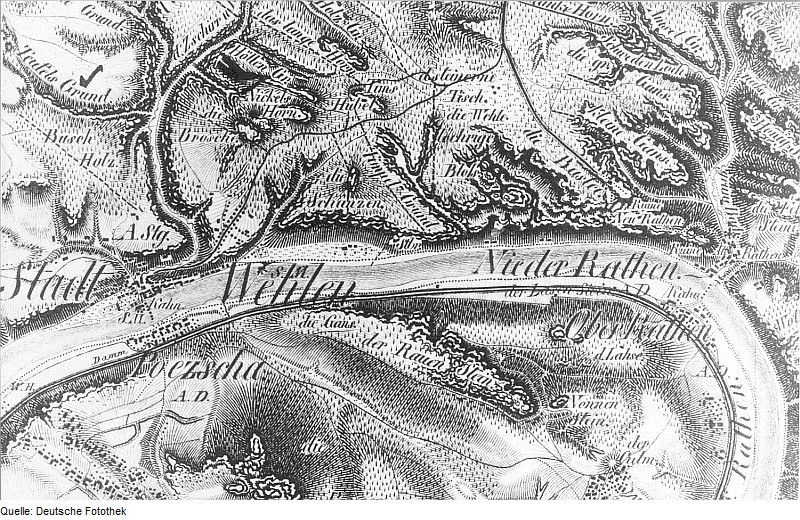
„Poezscha“ auf einer Karte aus dem Oberreitschen Atlas, Mitte des 19. Jahrhunderts

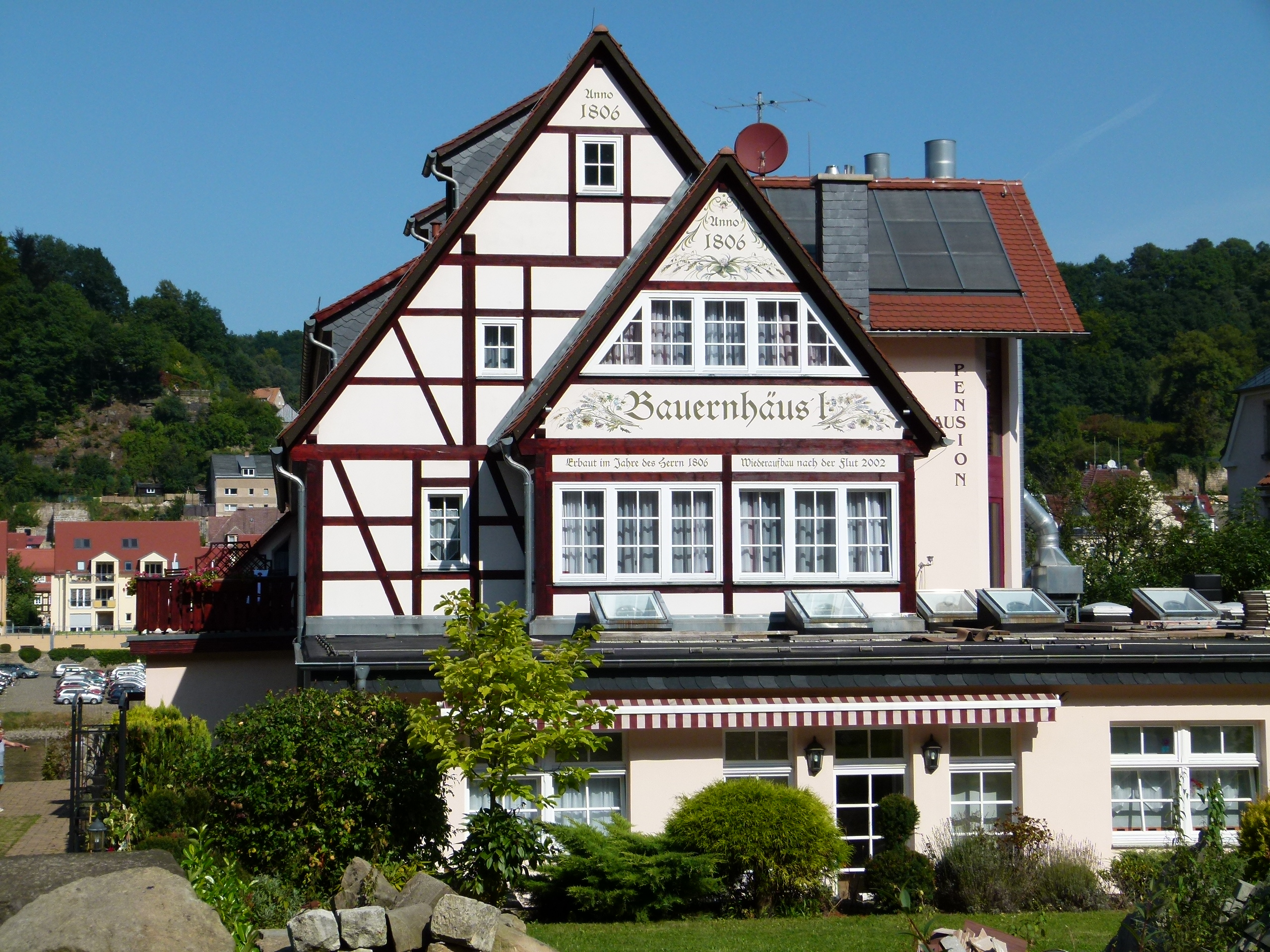
Denkmalgeschütztes „Bauernhäus’l“, traditionsreichste und größte Gastwirtschaft von Pötzscha

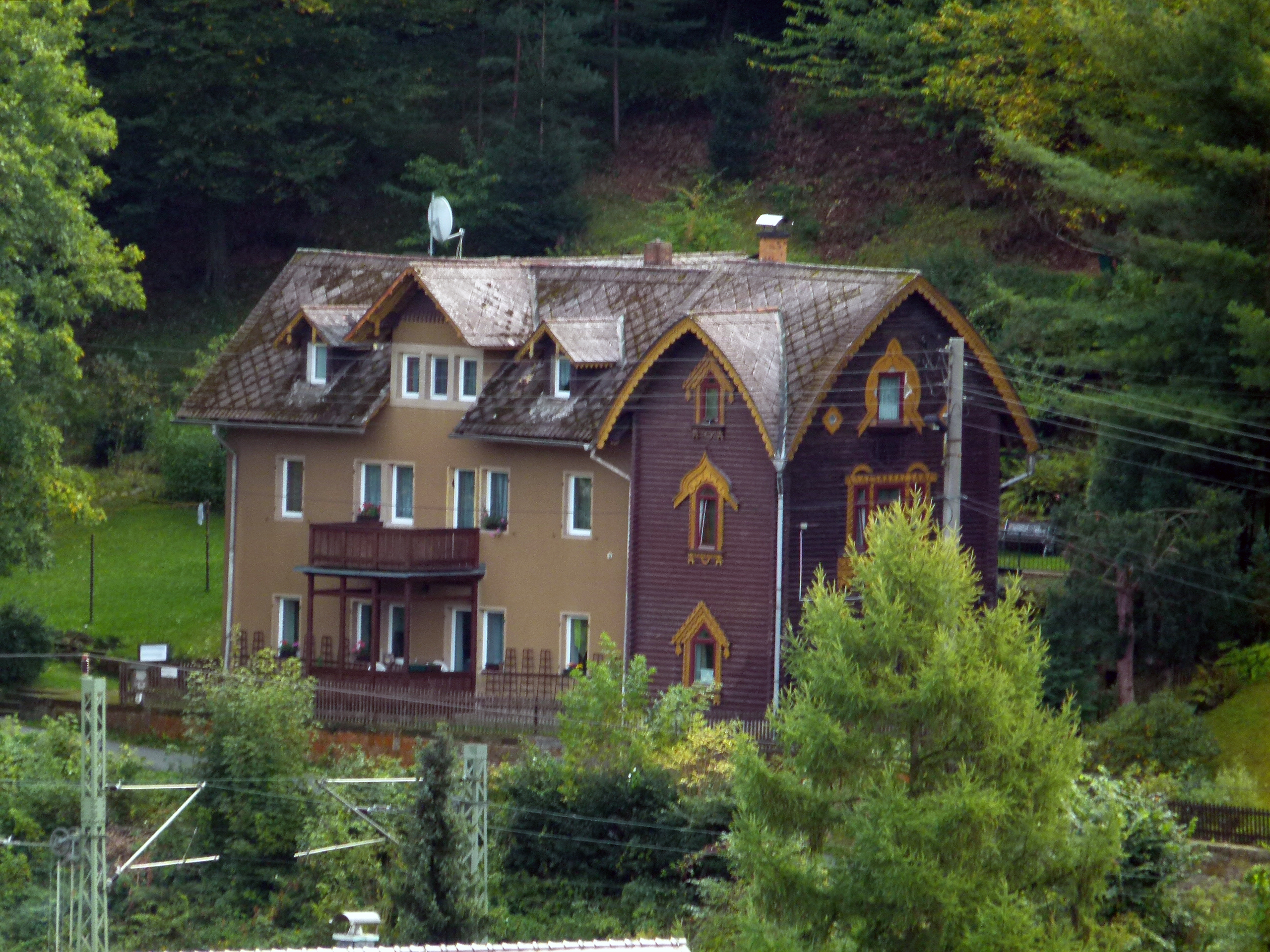
Villa Dorpat, bis 1925 Wohnsitz von Richard Mucke

Der Ortsname ist slawischen Ursprungs, wurde mit seiner Ersterwähnung als „Betzscha“ in der Reimannschen Karte aus dem Jahr 1501 allerdings vergleichsweise spät überliefert. Deshalb könne laut Eichler und Walther die genaue Herkunft nicht ermittelt werden. In Frage kommt einerseits die altsorbische Urform *Bečov- – dies kann eine Ableitung der Lokator-Namen *Beč bzw. *Bek darstellen oder sich auf *beč beziehen, das sich als ‚Fass‘ oder im topographischen Sinn als ‚Vertiefung, Mulde‘ übersetzen lässt. Andererseits ist die rekonstruierte Urform *Pečov- möglich, der die Vornamen *Peč bzw. *Pek oder das altsorbische Wort *pec für ‚Backofen‘ zugrunde liegen dürften. Im weiteren Verlauf des 16. Jahrhunderts wurde der Ort u. a. als „Betzschaw“, „Betschau“ und „Pezscha“ erwähnt. Im 17. Jahrhundert tauchen die Örtlichkeiten „Pezschka“ und „zur Petzsche“ in den Urkunden auf. Im 18. Jahrhundert setzte sich die heutige Form durch, doch noch 1875 war daneben „Pötzschau“ in Gebrauch.
Da 1548 bereits acht Gärtner und sieben Inwohner ansässig waren und gemeinsam zwei Hufen Land bewirtschafteten, gehen Historiker davon aus, dass der als Häuslerzeile entstandene Ort bereits im 15. Jahrhundert besiedelt war. Lange Zeit blieb Pötzscha vorwiegend eine Bomätscher- und Fischersiedlung. Von der Mitte des 17. bis ins 19. Jahrhundert spielten auch die bis zu zwölf Steinbrüche in den Fluren des Ortes eine bedeutende Rolle für dessen Wirtschaft. Seit dem 17. Juni 1771 besteht das offizielle Recht zum Fährbetrieb zwischen Stadt Wehlen und Pötzscha; im 20. Jahrhundert kam dort die Fähre Wehlen-Bastei zum Einsatz. Eingepfarrt war der Ort bereits im Jahr 1539 ins nahe Struppen, erst um 1940 wechselte Pötzscha in die Parochie Stadt Wehlen.
Pötzscha hatte 1548 bis ins 19. Jahrhundert hinein den Status eines Amtsdorfes und unterstand damit in grundherrschaftlicher, erbgerichtlicher und verwalterischer Hinsicht direkt dem Amt Pirna bzw. den vorübergehend existierenden Ämtern Pirna-Rathen und Pirna links der Elbe. Auf Grundlage der Landgemeindeordnung von 1838 erlangte Pötzscha seine Selbstständigkeit als Landgemeinde. Im Jahre 1856 gehörte es zum Gerichtsamt Pirna und kam danach zur Amtshauptmannschaft Pirna (1939 in Landkreis Pirna umbenannt). Am 1. April 1939 wurde Pötzscha, dessen Parzellenflur im Jahr 1900 rund 77 Hektar groß war, nach Stadt Wehlen eingemeindet, als dessen Teil es in der Zeit der DDR zum Kreis Pirna und ab 1994 zum Landkreis Sächsische Schweiz gehörte.
Bis ins 19. Jahrhundert blieb Pötzscha in seiner ursprünglichen Ausdehnung bestehen. Erst 1832/33 kam mit der Errichtung einer Mühle ein weiteres bebautes Grundstück hinzu. Pötzscha erhielt 1851 einen Eisenbahnanschluss; seit der Eingemeindung 1939 trägt der Haltepunkt nur noch den Namen von Stadt Wehlen. Die bessere Erreichbarkeit begünstigte ab dem 19. Jahrhundert auch die Entwicklung des Tourismus im Ort, der mit seiner Umgebung ein Ausflugsziel vor allem für Einwohner der nahen Residenzstadt Dresden wurde. Das um 1930 errichtete ehemalige Bahnhofsgebäude ist eines der sieben Kulturdenkmale in Pötzscha.
Der S-Bahn-Halt ist der Ausgangspunkt für den seit 1980 jährlich veranstalteten Bergtest bei Wehlen; auch der Oberelbe-Marathon führt alljährlich durch den Ort. Bis 1944 befand sich in Pötzscha zudem eine Anlegestelle der Sächsisch-Böhmischen Dampfschiffahrtsgesellschaft. Aufgrund seiner Lage ist der Ort immer wieder von den Elbhochwassern betroffen, so auch 1845, 2002 und 2013. Bekanntester Einwohner des Ortes war der aus Pirna stammende Geograph, Ethnologe und Statistiker Richard Mucke (1846–1925), der seinen Lebensabend in Pötzscha verbrachte. Am Rathener Weg 3 hatte er 1887 ein Grundstück gekauft und darauf die heute denkmalgeschützte Villa Dorpat errichten lassen, benannt nach seinem langjährigen Wirkungsort Dorpat im heutigen Estland.

### Einwohnerentwicklung
In den Jahren 1548/51 zählte man sogenannte 8 Gärtner, 7 Inwohner und im Jahre 1764 7 besessene Mann.
| Jahr | Einwohner |
| ---- | --------- |
| 1834 | 050       |
| 1871 | 097       |
| 1890 | 108       |
| 1925 | 257       |
| 2003 | 260       |
| 2004 | 266       |
| 2005 | 264       |

| Jahr | Einwohner |
| ---- | --------- |
| 2006 | 252       |
| 2007 | 247       |
| 2008 | 238       |
| 2009 | 221       |
| 2010 | 211       |
| 2011 | 216       |
| 2012 | 213       |

| Jahr | Einwohner |
| ---- | --------- |
| 2013 | 199       |
| 2014 | 202       |
| 2015 | 198       |
| 2016 | 206       |